# خليج نونسوتش (برمودا)

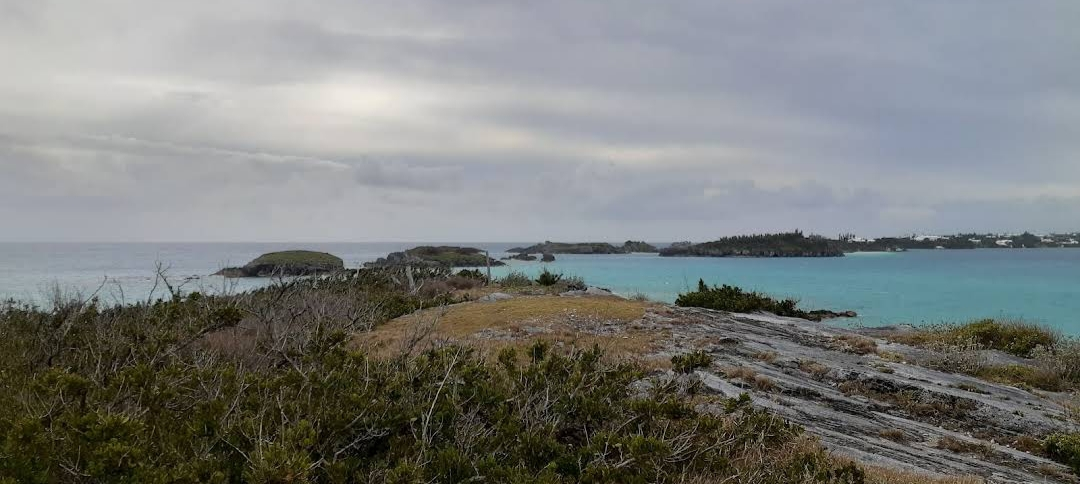
خليج نونسوتش.

خليج نونسوتش (بالإنجليزية: Nonsuch Bay) هو أحد خلجان أرخبيل برمودا التابع للمملكة المتحدة. يقع الخليج شرقي البلاد ضمن أبرشية سانت جورج وعلى بعد 13 كم شمال شرق مدينة هاميلتون.